# Región Norte (Burkina Faso)
La región Norte es una de las 13 regiones administrativas de Burkina Faso.
Creada el 2 de julio de 2001, cuenta con una población de 1 185 796 habitantes (censo de 2006). La capital de esta división es Ouahigouya.
Cuatro son las provincias que componen la región - Loroum, Passoré, Yatenga y Zondoma.